# Kanun (Osmanisches Reich)
Kanun bedeutet in der türkischen Sprache Gesetz. Der Terminus wurde im Osmanischen Reich verwendet und hat auch in der heutigen Türkei Gültigkeit. Eine Gesetzessammlung hieß im Osmanischen Reich Kânûn-nâme. Das Wort Kanun stammt ebenso wie der Begriff des kanonischen Rechts aus dem Griechischen und wurde nach der Eroberung Ägyptens und Syriens über das Arabische in die Osmanische Sprache entlehnt. Die ersten Kânûn-nâme entstanden unter Sultan Mehmed II.
Im Osmanischen Reich bezeichnete man mit Kanun jene Gesetze, die als Sultansrecht (örf-i sultâni – Gewohnheit des Sultans) vom Sultan erlassen wurden, in Ergänzung zu den Bestimmungen der Scharia. Diese Kanun betrafen die Organisation des Staates, die Aufrechterhaltung der öffentlichen Ordnung und die Regelung des Handels und der Landwirtschaft. Auch Strafen bei nicht eindeutig scharia-rechtlich geregelten Straftaten oder Vergehen waren Gegenstand des Sultansrechts. De jure hatten die Ulama oder der Scheichülislam das Recht, Kanun, die nicht dem islamischen Recht entsprachen, für ungültig zu erklären. In der Praxis jedoch waren sie im Osmanischen Reich Teil der Hierarchie und weisungsgebunden.

## Weblink
- Artikel Kanun in der Britannica